# محوطه گر ولی‌الله
محوطه گر ولی‌الله مربوط به عصر آهن است و در شهرستان دره‌شهر، بخش مرکزی، دهستان ارمو، ۲۰ متری شمال شرق روستای شیخ مکان واقع شده و این اثر در تاریخ ۲۶ دی ۱۳۸۶ با شمارهٔ ثبت ۲۰۶۴۴ به‌عنوان یکی از آثار ملی ایران به ثبت رسیده است.